# Наратасты
Наратасты (баш. Наратаҫты) — село в Шаранском районе Республики Башкортостан Российской Федерации. Входит в состав Шаранского сельсовета.

## География

### Географическое положение
Расположено на западе республики на левом берегу реки Сюнь — на противоположном берегу от села Шаран (райцентр). Расстояние до ближайшей ж/д станции (Туймазы): 25 км.

## История
В «Списке населенных мест по сведениям 1870 года», изданном в 1877 году, населённый пункт упомянут как деревня Наратасты 3-го стана Белебеевского уезда Уфимской губернии. Располагалась при речке Сюни, по правую сторону просёлочной дороги из Белебея в Мензелинск, в 78 верстах от уездного города Белебея и в 3 верстах от становой квартиры в селе Шаран (Архангельский Завод). В деревне, в 78 дворах жили 442 человека (212 мужчин и 230 женщин, башкиры, татары, чуваши), были мечеть, 2 водяные мельницы, базары по субботам.

## Население
| 2002 | 2009 | 2010 |
| ---- | ---- | ---- |
| 825  | ↗864 | ↘735 |